# Qatar SC Stadium
Qatar SC Stadium (Suhaim bin Hamad stadium) – wieloużytkowy stadion, położony w mieście Doha, stolicy Kataru. Na co dzień rozgrywa na nim swoje mecze klub Qatar SC. Obiekt może pomieścić 20 000 widzów. 

## Historia
Został otwarty w 1985 roku, a w 2005 roku przeszedł renowację. W 1995 roku był jedną z aren młodzieżowych Mistrzostw Świata. 14 maja 2010 roku gościł Qatar Athletic Super Grand Prix, pierwszy z mityngów Diamentowej Ligi 2010. Rozegrano na nim także część spotkań Pucharu Azji 1988, Pucharu Azji 2011 oraz turnieju piłkarskiego na Igrzyskach Azjatyckich 2006.